# Jean Baptiste Senderens
Jean Baptiste Senderens (Barbachen, 27 de janeiro de 1856 — Barbachen, 26 de setembro de 1937) foi um químico e sacerdote francês.
Foi colaborador de Paul Sabatier nos estudos sobre catálise. Em 1905 recebeu com Paul Sabatier o Prix Jecker da Académie des Sciences.